# Alan Marangoni
Alan Marangoni (Lugo, 16 juli 1984) is een Italiaans voormalig wielrenner die tijdens zijn professionele carrière uitkwam voor onder mer Colnago-CSF Inox en Cannondale.

## Loopbaan
Marangoni was in 2005 Italiaans kampioen achtervolging bij de elite. Een jaar later stapte hij over naar de weg en werd Italiaans kampioen tijdrijden bij de beloften. IN 2018 kondigde Marangoni aan te stoppen als professioneel wielrenner. De laatste koers waaraan hij deel nam, de Ronde van Okinawa, wist hij te winnen.

## Baanwielrennen

### Palmares
| Jaar | IK                                                 | EK | WK | Overig |
| ---- | -------------------------------------------------- | -- | -- | ------ |
| 2003 | Ploegenachtervolging                               |    |    |        |
| 2004 | Ploegenachtervolging, Achtervolging                |    |    |        |
| 2005 | Achtervolging, Scratch                             |    |    |        |
| 2006 | Scratch, Achtervolging, Ploegenachtervolging       |    |    |        |
| 2007 | Achter de derny, Ploegenachtervolging, Puntenkoers |    |    |        |
| 2008 | Achter de derny, Scratch                           |    |    |        |

## Wegwielrennen

### Overwinningen
2006
 Italiaans kampioen tijdrijden, Beloften
Memorial Davide Fardelli
2008
5e etappe Giro della Regione Friuli Venezia Giulia
2018
Ronde van Okinawa

## Resultaten in voornaamste wedstrijden
| Jaar | Ronde van Italië | Ronde van Frankrijk | Ronde van Spanje |
| ---- | ---------------- | ------------------- | ---------------- |
| 2010 | 107e             |                     |                  |
| 2011 | 141e             |                     | 138e             |
| 2012 |                  |                     |                  |
| 2013 | 114e             | 111e                |                  |
| 2014 | 137e             |                     |                  |
| 2015 | 131e             |                     |                  |
| 2016 |                  |                     |                  |
| 2017 |                  |                     |                  |

| Jaar | Milaan-San Remo | Gent-Wevelgem | Ronde van Vlaanderen | Parijs-Roubaix | Ronde van Lombardije |  | Wereldranglijsten |
| ---- | --------------- | ------------- | -------------------- | -------------- | -------------------- |  | ----------------- |
| 2010 | 116e            |               |                      |                | opgave               |  |                   |
| 2011 | opgave          | 32e           | opgave               | opgave         |                      |  |                   |
| 2012 |                 | 104e          | opgave               | opgave         |                      |  |                   |
| 2013 |                 | 45e           | opgave               | opgave         |                      |  |                   |
| 2014 | opgave          | 76e           | 83e                  | 101e           |                      |  |                   |
| 2015 |                 | opgave        | 93e                  | opgave         | opgave               |  | 184e (UWT)        |
| 2016 | 152e            | opgave        | 76e                  | 62e            |                      |  |                   |
| 2017 | 155e            |               |                      |                |                      |  |                   |

## Ploegen
- 2009 –  CSF Group-Navigare
- 2010 –  Colnago-CSF Inox
- 2011 –  Liquigas-Cannondale
- 2012 –  Liquigas-Cannondale
- 2013 –  Cannondale Pro Cycling
- 2014 –  Cannondale
- 2015 –  Team Cannondale-Garmin
- 2016 –  Cannondale-Drapac Pro Cycling Team [a]
- 2017 –  Nippo-Vini Fantini
- 2018 –  Nippo-Vini Fantini-Europa Ovini

1. ↑  Tot 30 juni heette de ploeg Cannondale Pro Cycling Team, maar na het aantrekken van Drapac als cosponsor werd de naam per direct veranderd.